# Ficus kerkhovenii
Ficus kerkhovenii är en mullbärsväxtart som beskrevs av Sijfert Hendrik Koorders och Valet.. Ficus kerkhovenii ingår i släktet fikonsläktet, och familjen mullbärsväxter. Inga underarter finns listade i Catalogue of Life.